# Jean Wallace
Jean Wallace, pseudonimo di Jean Walasek (Chicago, 12 ottobre 1923 – Los Angeles, 14 febbraio 1990), è stata un'attrice statunitense.

## Biografia
Nata a Chicago da John T. Walasek e Mary A. Sharkey, Jean Wallace iniziò giovanissima la carriera di modella e apparve per la prima volta sullo schermo all'età di diciassette anni nella commedia Le fanciulle delle follie (1941), prodotta dalla MGM, in cui fu impiegata in un ruolo non accreditato di "Ziegfeld girl". Bionda e appariscente, durante gli anni quaranta la Wallace non ebbe modo di dare una decisiva svolta alla propria carriera, ottenendo sporadici ruoli, come quello di Louisiana Belle in Il Re della Louisiana (1941), una commedia con Bob Hope, di Poppy in Bagliore a mezzogiorno (1947), un dramma incentrato sulle vicende di un gruppo di piloti che effettuano il servizio postale aereo, e di Edna Wallace in L'uomo della Torre Eiffel (1949), con Burgess Meredith e Charles Laughton, poliziesco tratto dal romanzo La testa di un uomo di Georges Simenon, nel quale l'attrice recitò con Franchot Tone, che aveva sposato nel 1941.
Il matrimonio con Tone, dal quale nacquero due figli (Pascal Franchot e Thomas Jefferson), fu particolarmente tormentato per la Wallace, che durante questo periodo tentò in due occasioni il suicidio, e si concluse nel 1948 con il divorzio. Nel 1950 l'attrice si risposò con James Randall, ma questa nuova unione durò soltanto cinque mesi. 
La svolta giunse per la Wallace nel 1951, quando sposò in terze nozze l'attore Cornel Wilde, con cui apparve per la prima volta nell'avventura in costume La stella dell'India (1954), cui seguì il noir La polizia bussa alla porta (1955), nel ruolo della dark lady Susan Lowell, contesa dal gangster interpretato da Richard Conte e dall'investigatore impersonato da Cornel Wilde. Sempre nel 1955, la coppia apparve in un altro poliziesco, La paura bussa alla porta, nel quale Wilde recitò e di cui fu il regista. Da questo momento in poi, la carriera della Wallace fu indissolubilmente legata a quella di Wilde il quale, dopo aver creato una propria compagnia di produzione indipendente, la "Theodora Productions", realizzò diversi film d'avventura e d'azione dei quali curò anche la regia, affidando alla moglie il ruolo di protagonista femminile. La prima di queste pellicole fu La curva del diavolo (1957), un dramma sulle corse automobilistiche, cui seguì l'avventura Maracaibo (1958), in cui recitò anche Abbe Lane.
La Wallace e Wilde riapparvero insieme nel film in costume Ginevra e il cavaliere di re Artù (1963), interpretando i ruoli di Ginevra e di Lancillotto. La successiva collaborazione risale al 1967 nella pellicola di guerra Spiaggia rossa, nel quale la Wallace apparve nelle sequenze in flashback nelle quali il marito (sempre Wilde), impegnato sul sanguinoso fronte bellico delle Filippine, rievoca con nostalgia la felicità familiare. L'attrice fu anche interprete della malinconica ballata che accompagna i titoli di testa del film. L'ultimo film interpretato dalla coppia fu anche quello con cui l'attrice diede il definitivo addio alle scene, 2000: la fine dell'uomo (1970), una storia di fantascienza nella quale l'umanità è in procinto di essere annientata da un virus letale, e un gruppo di coraggiosi tenta di raggiungere una fattoria nella quale sia ancora possibile coltivare grano non contaminato.
Il matrimonio della Wallace con Wilde (da cui nel 1967 nacque un figlio, Cornel Jr.) si concluse nel 1980 con il divorzio. L'attrice morì il 14 febbraio 1990 per un'emorragia gastrointestinale.

## Filmografia

### Cinema

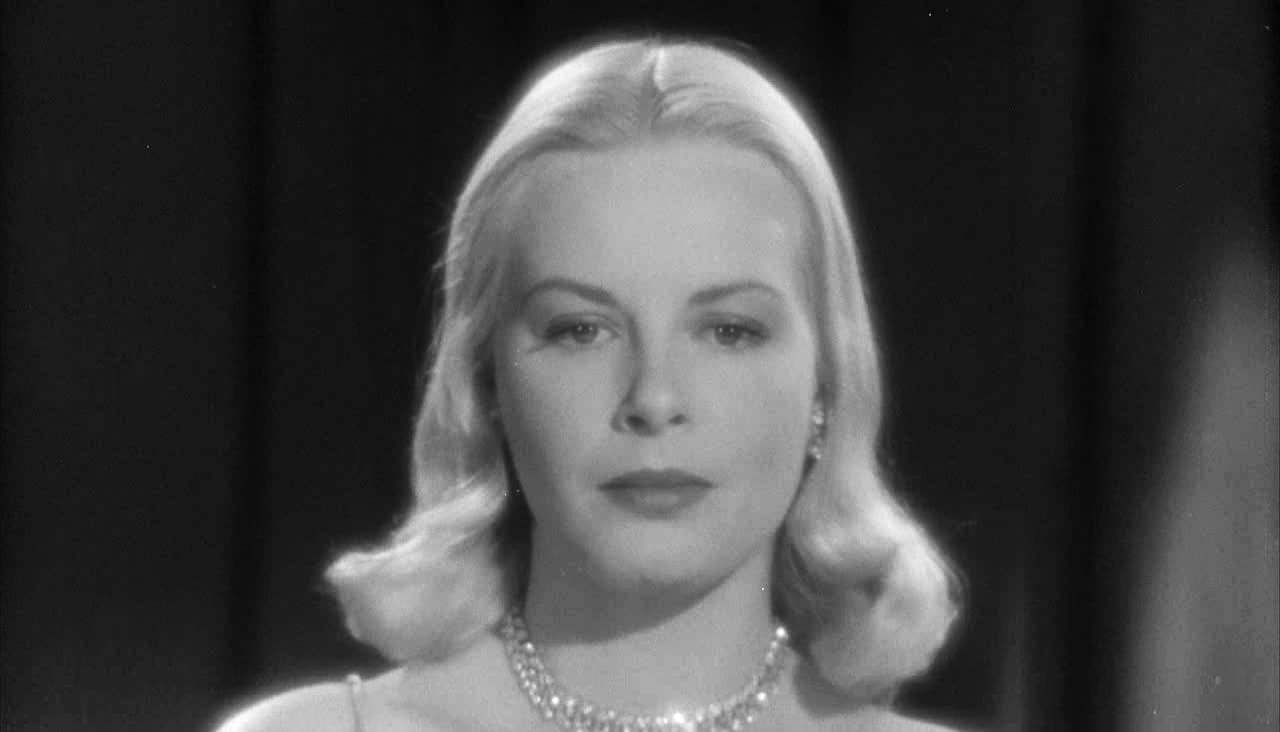
In La polizia bussa alla porta

- Le fanciulle delle follie (Ziegfeld Girl), regia di Robert Z. Leonard e Busby Berkeley (1941)
- Glamour Boy, regia di Ralph Murphy e, non accreditato, Ted Tetzlaff (1941)
- Il Re della Louisiana (Louisiana Purchase), regia di Irving Cummings (1941)
- Salute for Three, regia di Ralph Murphy (1943) - non confermata
- You Can't Ration Love, regia di Lester Fuller (1944) - non confermata
- It Shouldn't Happen to a Dog, regia di Herbert I. Leeds (1946)
- Bagliore a mezzogiorno (Blaze of Noon), regia di John Farrow (1947)
- When My Baby Smiles at Me, regia di Walter Lang (1948)
- Jigsaw, regia di Fletcher Markle (1949)
- L'uomo della Torre Eiffel (The Man on the Eiffel Tower), regia di Burgess Meredith e, non accreditato, Irving Allen (1949)
- Roba da matti (The Good Humor Man), regia di Lloyd Bacon (1950)
- Native Son, regia di Pierre Chenal (1951)
- Stella dell'India (Star of India), regia di Arthur Lubin (1954)
- La polizia bussa alla porta (The Big Combo), regia di Joseph H. Lewis (1955)
- La paura bussa alla porta (Storm Fear), regia di Cornel Wilde (1955)
- La curva del diavolo (The Devil's Hairpin), regia di Cornel Wilde (1957)
- Maracaibo, regia di Cornel Wilde (1958)
- Ginevra e il cavaliere di re Artù (Lancelot and Guinevere), regia di Cornel Wilde (1963)
- Spiaggia rossa (Beach Red), regia di Cornel Wilde (1967)
- 2000: la fine dell'uomo (No Blade of Grass), regia di Cornel Wilde (1970)

### Televisione
- Schlitz Playhouse of Stars – serie TV, episodio 1x45 (1952)
- General Electric Theater – serie TV, episodio 3x22 (1955)

## Doppiatrici italiane
- Rosetta Calavetta in Stella dell'India, Maracaibo
- Maria Pia Di Meo in La paura bussa alla porta, Ginevra e il cavaliere di re Artù
- Rina Morelli in La polizia bussa alla porta
- Dhia Cristiani in 2000: la fine dell’uomo